# Hana ichimonme
Hana ichimonme é um filme de drama japonês de 1985 dirigido por Shun'ya Itô.
Foi selecionado como representante do Japão à edição do Oscar 1986, organizada pela Academia de Artes e Ciências Cinematográficas.

## Elenco
- Yukiyo Toake: Keiko Takano
- Minoru Chiaki: Fuyukichi Takano
- Teruhiko Saigo: Haruo Takano
- Yumiko Nogawa: Nobue Kaneko
- Haruko Kato: Kikuyo Takano
- Yoshiko Nakada: Tomoko Iizuka
- Sayoko Ninomiya: Mitsue Takano
- Ittoku Kishibe: Yoshikazu Ishimoto